# Elecciones generales de Perú de 1894
Las elecciones generales de Perú de 1894 se realizaron en ese año siendo elegido presidente del Perú, Andrés Avelino Cáceres por segunda vez. La convocatoria fue para votar por presidente de la República, vicepresidentes y la totalidad del parlamento. Fueron unas elecciones muy controvertidas, careciendo de legalidad y popularidad, por lo que era inevitable que surgiera la guerra civil, siendo Cáceres derrocado en 1895 durante la guerra civil peruana de 1894-1895.
- Datos: Q7171201